# Партия «Возрождение» (Молдова)
Па́ртия «Возрожде́ние» (рум. Partidul „Renaştere”) — левоцентристская политическая партия в Республике Молдова.

## Руководство
- Наталья Параска — и.о. председателя партии

## История

### Создание партии «Renastere (Возрождение)» (ПВ)
Бойкот Партией коммунистов Республики Молдова заседаний Парламента весенней сессии 2012 года послужил основанием для группы депутатов покинуть формирование и создать новую политическую платформу. В нее вошли бывшие члены ПКРМ Вадим Мишин, Олег Бабенко и Татьяна Ботнарюк.
30 июня 2012 года в Кишиневе состоялось первое заседание организационного комитета партии «Renaştere (Возрождение)», которое возглавили экс-депутаты-коммунисты и бывший премьер-министр Василе Тарлев. Создатели новой партии позиционируют формирование на левом фланге молдавской политики, которое будет придерживаться социалистической идеологии, направленной на разрешение социальных проблем.
Учредительный съезд новой левой партии «Renastere (Возрождение)» состоялся 15 сентября 2012 года, в мероприятии приняли участие более 200 делегатов из большинства районов республики. На съезде был принят Устав и Программа, избрано руководство партии — председатель Вадим Мишин и сопредседателем Василе Тарлев, заместителем председателя стал Олег Бабенко.

### Создание фракции независимых депутатов
На пресс-конференции 12 октября 2012 года лидер социалистов Игорь Додон, вместе с депутатами Зинаидой Гречаной и Вадимом Мишиным, объявил о создании фракции независимых депутатов. Новая структура включала семь человек, которые ранее входили в состав ПКРМ: Игорь Додон, Вадим Мишин, Ион Чебан, Зинаида Гречаная, Вероника Абрамчук, Татьяна Ботнарюк и Олег Бабенко. Однако, 26 октября 2012 года Парламент принял законопроект, предложенный либералом Валериу Мунтяну, согласно которому парламентские фракции могут создаваться только в течение 10 дней после начала работы нового Парламента, что помешало намерению депутатов создать новую фракцию.

### Левые политические формирования организуются в «Совместный координационный совет»
На Форуме «Молдова: левая альтернатива» 5 февраля 2013 года Партия социалистов, Народная социалистическая партия, партия «Патриоты Молдовы», партия «Возрождение» и партия «Единая Молдова» решили объединить усилия созданием Совместного координационного совета. Новая социально-политическая платформа направлена на продвижение ценностей левого толка в Молдове, молдавской государственной идеи, молдавской идентичности, защиту исторической памяти, продвижение евразийского вектора, социальную защиту и введение предмета «История Молдовы» в школах.